# Багамира
Багамира — правитель Парадана (II век) из династии Паратараджей.
По замечанию исследователя П. Тэндона, имя этого правителя означает «Господин Митра». При этом оно соединило части имён деда Багамиры — Багаревы и отца — Йоламиры.
Багамира предположительно был старшим сыном Йоламиры и правил около 150 года. По всей видимости, время его царствования было очень коротким, так как обнаруженные монеты с именем Багамиры очень редки. На аверсе вычеканен его обращённый в правую сторону бюст, а на реверсе — направленная вправо свастика с надписью на брахми: «Bagamirasa Yolamiraputrasa Pāratarājasa».
Преемником Багамиры стал его брат Арджуна. Возможно, сыном Багамиры был Багавхарна, а внуком — Козана.